# クリスプス
ガイウス・フラウィウス・ユリウス・クリスプス（Gaius Flavius Julius Crispus、? - 326年）は、ローマ皇帝コンスタンティヌス1世の息子で、彼に任じられた副帝である。生年は不明で、早くても295年頃とされる。また、299年から305年の間とも言われ、317年に副帝に就任した時、17歳とされていることから、299年から300年頃の生誕とも取れる。303年とも。つまり、処刑時の没年齢は22歳から31歳の間と目される。

## 生涯
クリスプスはコンスタンティヌスの長子であり、コンスタンティヌスの最初の妻ミネルウィナ（307年頃死去?）の息子である。クリスプスはラクタンティウスの教えを受け、教養豊かな青年に育った。17歳で副帝になったクリスプスは父帝によってガリア属州の統治権を与えられ、ここでの蛮族に対する戦いで軍事的才能を発揮した。その後、コンスタンティヌスとリキニウスの戦いにクリスプスは父の下で戦ってその軍事的才能を大いに発揮し、324年のヘレスポントスの海戦では艦隊を率いてリキニウス艦隊を破った。これらの功績によって、老境に入っていたコンスタンティヌスへの人々の人気はクリスプスに吸い寄せられることになった。しかし、これが父の嫉妬と猜疑を呼び、腹違いの弟コンスタンティヌス2世が副帝になってガリアの統治に送り込まれると、クリスプスは宮廷内に軟禁状態に置かれた。
クリスプスはコンスタンティヌスの治世20年を祝う式典の時、祝典のどさくさにまぎれて逮捕され、イストリアのポーラに送られて処刑された。継母ファウスタの誘惑をクリスプスが拒絶したために、彼女がコンスタンティヌスの猜疑を扇動して殺させたとも言われる。なお、このコンスタンティヌスの非道な行いを、彼の伝記を書いたエウセビオスは弁護の余地がなかったためか、その中では黙殺している。同時期にはクリスプスが破ったリキニウスの一人息子で唯一の実子であるリキニアヌス（リキニウス2世、315年 - 326年）も10〜11歳で殺害されている（リキニアヌスの母はコンスタンティヌスの異母妹コンスタンティア。故にクリスプスとリキニアヌスは従兄弟同士）。この2人の殺害はコンスタンティヌス朝の内部抗争の一部とする見方が有力である。

## 家族
クリスプスはヘレナという女性と結婚し、一人息子フラウィウスを322年10月に儲けた。テオドシウス法典には、コンスタンティヌスがこの出来事を祝う様子が記録されている。一人息子フラウィウスの誕生後の運命については知られていない（少なくとも、337年のコンスタンティヌスの死後に発生した腹違いの弟コンスタンティウス2世を首謀者としたコンスタンティヌス朝の内部抗争である成人男子の粛清事件の犠牲者の中にクリスプス・ヘレナ夫妻の息子フラウィウスがいたとする記録はない。同時にクリスプス処刑前後に死亡したとする記録も見つかっていない）。
なお、イギリスの古典学者ティモシー・デイビット・バーンズ（1942年-）は、ウァレンティニアヌス1世の後妻ユスティナ（340年頃 - 388年頃。ウァレンティニアヌス2世とテオドシウス1世の後妻となったガッラ、グラタ、ユスタの1男3女の母）が名前不詳の母親を通して、クリスプスの孫娘または曾孫娘にあたるのではないかと仮定している。
しかし実際にはクリスプスの父コンスタンティヌスの異母弟ユリウス・コンスタンティウスの孫娘（ユリウス・コンスタンティウスとその最初の妻ガッラの間に生まれた名前不詳の娘とウェッティウス・ユストゥスというローマ貴族の男性が結婚して生まれた娘）の可能性が高いと思われる。また、「ユスティナ」という女性形の名前と、「ユストゥス」という男性形の名前もウェッティウス家との関係を示しているかもしれないことも考えると、ユスティナが父方からも母方からもクリスプスとは直接の血縁関係が繋がらないと言える。

## 註
1. ↑  ギボン [1996b], p. 99
2. 1 2 3  ギボン [1996b], p. 100
3. ↑  ギボン [1996a], p. 252-253
4. ↑  ギボン [1996b], p. 102
5. ↑  ギボン [1996b], p. 103-4
6. ↑  ギボン [1996b], p. 106
7. ↑  ギボン [1996b], p. 104
8. ↑   Hans Pohlsander, Crispus Caesar (317-326 A.D.)